# 무사 알레스터
《무사 알레스터》는 컴파일이 횡스크롤 슈팅 게임이다. 알레스터 시리즈 중 유일하게 메가 드라이브로 제작된 작품으로, 1년 이하의 개발 기간을 거친 후 토아플랜을 통해 배급됐다. 거대 메카 'MUSHA'를 조종하는 비행사 엘리노어가 주인공으로, 인류에게 반기를 들고 지구를 위협하는 인공지능 컴퓨터 '대아 51'를 파괴하기 위해 홀로 적진으로 돌입하는 내용을 다뤘다. 북미 지역에서는 세이즈믹이 《M.U.S.H.A.》라는 제목로 발매했다.
일본 에도 시대 문화로부터 영향받은 독특한 분위기와 메가 드라이브 음원을 활용한 스피드 메탈 사운드트랙으로 유명한 무사 알레스터는 발매 초기에는 미지근한 반응만 얻었으나, 세월이 지난 후 도전적인 게임플레이와 화려한 그래픽으로 16비트 시대 최고의 슈팅 게임으로 꼽혔다.. 2009년 Wii 버추얼 콘솔로 발매됐다.

## 평가
| Initial reception |       |
| --- | ----- |
| 평론 점수 평론사 점수 CVG 70% [ 3 ] 패미츠 27/40 [ 1 ] MegaTech 71% [ 4 ] Raze 80% [ 5 ] Sega Pro 80% [ 6 ] Sega Force 70% [ 7 ] |       |
| 평론 점수 |       |
| 평론사 | 점수  |
| CVG | 70%   |
| 패미츠 | 27/40 |
| MegaTech | 71%   |
| Raze | 80%   |
| Sega Pro | 80%   |
| Sega Force | 70%   |

## 참조

### 내용주
1. ↑  武者アレスタ
2. ↑  Metallic Uniframe Super Hybrid Armor